# Rikuya Izutsu
Rikuya Izutsu (japanisch 井筒 陸也 Izutsu Rikuya; * 10. Februar 1994 in der Präfektur Osaka) ist ein japanischer Fußballspieler.

## Karriere
Izutsu erlernte das Fußballspielen in der Schulmannschaft der Hatsushiba Hashimoto High School und der Universitätsmannschaft der Kwansei-Gakuin-Universität. Seinen ersten Vertrag unterschrieb er 2016 bei Tokushima Vortis. Der Verein spielte in der zweithöchsten Liga des Landes, der J2 League. Für den Verein absolvierte er 54 Ligaspiele. 2019 wechselte er zu Criacao Shinjuku.